# Sofia Ferri
Sofia Ferri (1996) is een Vlaamse tv- en musicalactrice. De actrice is afkomstig uit Gent en speelde als kind reeds mee in de film Aanrijding in Moscou en SM-rechter.

## Levensloop
Sofia Ferri studeerde in 2019 af aan de Fontys Hogeschool voor de Kunsten, muziektheater in het Nederlandse Tilburg. Tijdens haar opleiding was ze al te zien als Ann Egerman in de voorstelling A Little Night Music. Later speelde ze in de musical Soldaat van Oranje en de rol van Parel in de musical Zodiac.
Als kind speelde Sofia mee in de Vlaamse films Aanrijding in Moscou en SM-rechter. Hier heeft ze naar eigen zeggen de smaak voor theater te pakken gekregen.
In 2019 was de actrice te zien in de rol van Juliette in de Vlaamse fictiereeks De Twaalf. De serie werd uitgezonden op één en is te zien op Netflix.
In de reeks 22/3: Wij waren daar is Sofia Ferri te zien als leerling Saar die de aanslagen in Brussels Airport moet pogen te verwerken.
In 2023 speelde ze Splinter in de gelijknamige reeks. De reeks verscheen op vtm go.
Vanaf maart 2024 is ze te zien in de Ketnet reeks De Raad van Soekie.